# Швалмтал (Доња Рајна)
Швалмтал (њем. Schwalmtal) град је у њемачкој савезној држави Северна Рајна-Вестфалија. Једно је од 9 општинских средишта округа Фирзен. Према процјени из 2010. у граду је живјело 19.198 становника. Посједује регионалну шифру (AGS) 5166024, NUTS (DEA1E) и LOCODE (DE SWL) код.

## Географски и демографски подаци
Швалмтал се налази у савезној држави Северна Рајна-Вестфалија у округу Фирзен. Град се налази на надморској висини од 60 метара. Површина општине износи 48,1 km². У самом граду је, према процјени из 2010. године, живјело 19.198 становника. Просјечна густина становништва износи 399 становника/km².

## Међународна сарадња
| Мјесто | Држава    | Врста сарадње | Од    |
| ------ | --------- | ------------- | ----- |
|        | Француска | партнерство   | 1985. |
| Извор  |           |               |       |